# Robert Guibé
Robert Guibé (Vitré, Bretanha, 1460 - Roma, 9 de novembro de 1513) foi um cardeal francês do século XVII.

## Primeiros anos
Filho de Adanet Guibè e Olive Laudais. Ele também é conhecido pelos nomes Giubè, Vitrè, Britto e Challand. Ele era conhecido como o Cardeal de Nantes.
Entrou no estado eclesiástico e tornou-se chantre do capítulo da catedral de Dol em 1475. Arquidiácono de Dinan em 1481.

## Episcopado
Eleito bispo de Tréguier em 16 de maio de 1483; com dispensa de ainda não ter atingido a idade canônica; um administrador foi nomeado em 23 de maio de 1483. Em 18 de agosto de 1483, ele prestou juramento perante o duque da Bretanha, que o enviou à frente de uma embaixada em Roma em 1485 para prestar homenagem ao recém-eleito Papa Inocêncio VIII. Prior do mosteiro beneditino de Sainte-Croix, Vitré, 1490; renunciou quando foi transferido para Rennes. Abade comendatário de Saint-Méen, 1493. Prior de Châteaugiron, 1495. Na época do Sínodo de Tréguier, 11 de junho de 1495, ainda não havia recebido a consagração episcopal.
Guibé retornou a Roma em 1499 por ordem da Rainha Ana para agilizar a emissão da bula de eleição de Guillaume Gueguien como bispo de Nantes; a bula foi emitida em 25 de setembro de 1500. Abade comendatário de Sainte-Melaine, Rennes, 1501. Transferido para a sé de Rennes, sucedendo a seu falecido irmão Michel Guibè, 24 de março de 1502; a sé estava reservada para ele desde 12 de fevereiro de 1501. Renunciou à comenda do mosteiro beneditino de Sainte-Corix de Quimperié nesse mesmo tempo. Abade comendatário de Saint-Gildas de Rhuys, 1503. Retornou a Roma pela terceira vez; tornou-se embaixador do rei Luís XI da França em Roma e foi promovido ao cardinalato por recomendação da rainha Ana da Bretanha.

## Cardinalato
Criado cardeal-presbítero no consistório de 1º de dezembro de 1505; publicado em 12 de dezembro, recebeu o chapéu vermelho e o título de S. Anastasia em 17 de dezembro de 1505. Transferido para a sé de Nantes, em 24 de janeiro de 1507; renunciou ao governo da Sé em favor de seu sobrinho François Hamon, reservando sua denominação, jurisdição e compilação de benefícios, em 30 de maio de 1511. Embaixador do Rei Luís XII da França junto à Santa Sé; em 1511, ficou do lado do papa nas suas disputas com o rei; em retaliação, este confiscou as rendas de todos os seus benefícios; esta acção reduziu o cardeal, que tinha sido um dos prelados mais ricos, a uma verdadeira pobreza; outros cardeais tiveram que ajudá-lo.
Abade comendatário da abadia beneditina de Saint-Victor, Marselha, 4 de maio de 1507. Seu vigário geral celebrou um sínodo em Nantes, 27 de maio de 1507. Prior comendatário da SS. Trinité de Fougères e de Batz. Reitor comendatário de Saint-Julien de Vouvantez. Administrador da Sé de Amalfi, início de 1510; renunciou ao cargo em 9 de dezembro de 1510. Administrador da Sé de Alby, em 30 de setembro de 1510; ocupou o cargo até sua morte. Legado em Avignon após a morte do Cardeal Georges I d'Amboise, ocorrida em 25 de maio de 1510. Administrador da Sé de Vannes, 17 de março de 1511; ocupou o cargo até sua morte. Arcipreste da basílica patriarcal da Libéria, 4 de outubro de 1511. Camerlengo do Sagrado Colégio dos Cardeais, 29 de janeiro de 1512 até fevereiro de 1513; camerlengo novamente em 1513 até sua morte. Participou do V Concílio de Latrão, 1512. Abade comendatário do mosteiro beneditino de Saint-Julien de Tours, 17 de abril de 1513. Recebeu vários benefícios nas sés de Sevilha e Tortona, 16 de junho de 1513.
O Cardeal participou do conclave de 1513, que elegeu o Papa Leão X. Nomeado legado a latere em França; a sua missão era induzir o rei francês a condenar o cismático concílio de Pisa e a aprovar como legítimo o de Letran; ele morreu em Roma alguns meses após a nomeação. Administrador ad vitam da cidade de Anagni, Campagna, 3 de junho de 1513. Nomeado pela Sé Apostólica Vigário Geral Apostólico dos Assuntos Espirituais e Temporais da cidade de Avigon e do Comtat Venaissin; e legado às províncias de Vienne, Arles, Embrun, Dax e Narbonne, 8 de julho de 1513. É possível que não tenha conseguido ocupar vários dos cargos na França para os quais foi nomeado nos últimos anos de sua vida devido ao conflito entre o Papa Leão X e o Rei Luís XII da França.
Cardeal Robert Guibé morreu em Roma em 9 de novembro de 1513. Sepultado na igreja de Saint-Yves des Bretons; como o sepultamento foi temporário, nenhum monumento em sua memória foi construído; todos os anos, em seu aniversário, um serviço memorial ainda é celebrado naquela igreja. Segundo o seu testamento, os seus restos mortais foram transferidos para Rennes e sepultados na capela de Saint-Armel, que o seu irmão mandou construir perto do coro da catedral; há duas estátuas de bispos, Michel e Robert, sobre o sarcófago